# Softenni
Softenni (яп. そふてにっ) — японская манга, написанная и проиллюстрированная Рё Адзути. Начала выпускаться в журнале Comic Garden’s Mag Blade в 2008 году. Сама манга состоит из пяти томов и издаётся вплоть до 2011 года. Премьера аниме студии «Xebec» состоялась 7 апреля 2011 в «Токио MX».

## Сюжет
Главная героиня — Асуна Харукадзэ — после поступления в среднюю школу Сиратама решила вступить в женский клуб по софт-теннису. Однако как выяснилось, одного желания мало. Несмотря на скорость, она не в состоянии сконцентрироваться на поле. Импульсивный игрок Котонэ, несомненно, спортивна, но не может даже запомнить элементарные правила, а у капитана клуба Титосэ напрочь отсутствует какое-либо представление о спорте. Двое новичков их положения не улучшают. Тем не менее девушки не сдаются и каждая идёт уже по изначально намеченному для неё пути.

## Персонажи
- Асуна Харукадзэ

Главная героиня сериала. Оптимистка, довольна весёлая, но немного туповатая. Живёт вместе с матерью на ферме и помогает ей во всём. Часто витает в облаках, из-за чего нередко получает оплеухи. У Асуны хорошо развита фантазия, однако она часто видит сексуальный подтекст там, где его нет. В паре с Котонэ. Хорошо бегает, из-за чего её поставили в отбивающие.
Сэйю — Канаэ Ито
- Котонэ Саванацу

Импульсивная мулатка. Помимо софт-тенниса занимается дзюдо. В клуб вступила только из-за того, что в дзюдо достигла совершенства и ей это наскучило. Ставит себе в цель попасть на Уимблдон, хотя никто до сих пор не осмелился сказать ей, что на Уимблдоне не играют в софт-теннис. Несдержанна, нередко хамит и часто нарушает правила софт-тенниса. В своей паре отбивающая. Влюблена в своего учителя Мисси, хотя старательно это отрицает.
Сэйю — Эри Китамура
- Титосэ Акияма

Сэйю — Ито Сидзука
- Элизабет Уоррен

Сэйю — Ягари Саюри
- Курусу Фуюкава

Сэйю — Акэсака Сатоми
- Яёй/Удзуки Хирагиси

Сэйю — Томацу Харука
- Ё Мисимаги

Сэйю — Мацумото Синобу